# Подтайга
Подтайга или гемибореальный лес — природная зона, располагающаяся на переходе от южной тайги к широколиственным лесам или лесостепи и характеризующаяся господством хвойно-широколиственных, лиственничных, сосново-мелколиственных или мелколиственных лесов. Подтаёжные насаждения отличаются от таёжных разреженностью, осветлённостью, густым травяным покровом из злаков и разнотравья.

## Географическое положение подтайги
В некоторых источниках указывается, что подтайга присуща только Западной Сибири. Это является неверным, поскольку кроме Западно-Сибирской подтайги подтайга существует и в Восточной Сибири до Забайкалья включительно, в Европе до юго-запада Скандинавии и севера Шотландии и на Дальнем Востоке с Хоккайдо.
Таким образом, на Западно-Сибирской равнине подтаёжные леса расположены между 54 и 56° с. ш. На юге Восточной Сибири они привязаны к периферическим частям горных хребтов между 50 и 57° с. ш. (к востоку ширина зоны распространения подтаёжных лесов сужается). В Европе зона подтайги смещается к северу, доходя до 60° с. ш. и имея южную границу около 54° с. ш.. На Дальнем Востоке подтайга расположена между 53 и 43° с. ш..
Подтайга находится на переходе от тайги к зоне хвойно-широколиственных лесов в Европе и на Дальнем Востоке, к лесостепи в Сибири.
На Восточно-Европейской равнине подтайгу можно разделить на три зоны: южную, переходную и северную. Южная подтайга Восточно-Европейской равнины расположена примерно между 51°30′ и 54°30′, средняя — между 54°30′ и 55°50′. Северная подтайга занимает широты от 55°50′ до 56°30′, однако зона до примерно 56°10′ имеет значительное сходство с более южными подтипами из-за процессов остепнения. Отличия в широтных подтипах подтайги заключаются как в режиме влажности, так и в доле бореальных, суббореальных и неморальных видов. В южной, средней и, отчасти, южной подзоне северной подтайги шире распространены процессы остепнения и велика доля дубравных элементов. Северная подзона северной подтайги, напротив, мало отличается от собственно таёжных лесов и может включаться в южную тайгу. Поймы рек и массивы песка вносят значительный вклад в создание разнообразия типов подтайги и распространение азональной растительности и размытию границ широтных зон. К значительной бореализации приводят также болота.

## Характерные особенности подтайги

### Биогеоценозы
От лесостепи подтайга отличается безусловным преобладанием лесных сообществ.
Отличия подтайги от тайги связаны с
- породным составом и
- преобладающими типами леса.

В отличие от тайги, в подтаёжных лесах темнохвойные породы деревьев почти полностью отсутствуют (таблица 1). Ель, пихта и кедр либо находятся в подросте и втором ярусе, либо занимают специфические, мало распространённые местообитания. Для дальневосточной и европейской подтайги характерны хвойно-широколиственные леса, для западносибирской — сосняки и березняки, к которым в Восточной Сибири добавляются лиственничники.
Наибольшее распространение в подтайге имеют умеренно увлажнённые травянистые типы леса (таблица 1). Таёжным биоценозам свойственно значительное участие зеленомошных типов и других, которым свойственно значительное увлажнение, а лесным сообществам лесостепи — ксероморфных типов.
| Тип леса | Породы | Породы      | Породы          | Породы       |
| --- | ------ | ----------- | --------------- | ------------ |
| Тип леса | Сосна  | Лиственница | Мелколиственные | Темнохвойные |
| вейниково-крупнотравный | 14,8   | 2,7         | 5,5             | 1,3          |
| крупнотравно-лабазниковый | 0,0    | 0,0         | 0,0             | 0,7          |
| орляково-разнотравный | 6,9    | 0,4         | 3,2             | 0,0          |
| осочково-разнотравный | 34,0   | 1,1         | 9,0             | 1,0          |
| спирейно-разнотравный | 9,0    | 1,2         | 2,4             | 0,2          |
| чернично-осочково-зеленомошный | 1,2    | 0,0         | 0,0             | 0,2          |
| осочково-крупнотравный | 0,5    | 0,0         | 0,0             | 0,6          |
| крупнотравно-папоротниковый | 1,2    | 0,0         | 0,3             | 0,0          |
| карагановый | 0,7    | 0,0         | 0,0             | 0,4          |
| Породы и типы леса, занимающие небольшую площадь (суммарно менее 2 %) в таблице не указаны. типы леса с наивысшими значениями застойного или проточного увлажнения (таёжные) типы леса на наиболее сухих почвах (лесостепные) |        |             |                 |              |

Из эколого-ценотических групп травянистых растений в подтайге преобладают представители луго-лесного разнотравья, много представителей крупнотравья и лесостепных видов. Практически отсутствуют типичные таёжные виды.
Восстановительные сукцессии в подтайге почти никогда не достигают темнохвойной стадии.

### Климат
Степень континентальности климата районов распространения подтайги изменяется от резко континентального до умеренно океанического.
Подтаёжные леса встречаются в регионах с увлажнением от избыточного до умеренного. Средние многолетние нормы осадков колеблются от 1043 мм (Кузнецкий Алатау) до 340 мм (Забайкалье). Коэффициент увлажнения Мезенцева изменяется от 0,38 до 1,2. Испарение около 500 мм в год, сток заметно ниже таёжного — от 150—200 мм на периферии до 50 мм и менее в Западной Сибири.
Теплообеспеченность подтаёжных лесов относительно высока. Среднегодовая сумма активных температур может изменяться в пределах от 1070 до 2100°С, что на 200—300 °C выше, чем в южной тайге. Годовая суммарная радиация (80—90 ккал см−2) и радиационный баланс (35—38 ккал см−2) близки к южнотаёжным, но лето в подтайге теплее и продолжительнее, а зима мягче.
В целом климат подтайги является переходным к климату лесостепи от климата черневых лесов, темнохвойной или лиственничной тайги (соответственно, в условиях избыточно влажного, влажного и умеренно влажного климата).

### Почвы
Основу почвенного покрова составляют автоморфные и полугидроморфные почвы. Преобладающие лесные почвы подтайги — подзолистые, дерново-подзолистые, серые лесные. Для смежных с подтайгой таёжных биогеоценозов более характерны подзолистые и глеевые почвы, для лесостепных — чернозёмы и близкие к ним почвы.

## Географические варианты подтайги
По

### Западная Европа
Подтайга занимает небольшие площади Скандинавского полуострова и Шотландии. Океанический климат мягкий, влажный, с положительными зимними температурами и прохладным летом. Преобладают сосновые и берёзовые леса, широколиственные виды появляются в благоприятных местообитаниях. Лесные почвы характеризуются активным подзолообразовательным процессом. Много сфагновых болот и вторичных верещатников.

### Восточная Европа
По сравнению с североевропейскими подтаёжными ландшафтами климат приобретает более выраженные черты континентальности. Зимние температуры становятся отрицательными, лето более тёплым, возрастает сумма активных температур и снижается количество осадков. Хвойно-широколиственные леса сформированы елью европейской и елью сибирской, пихтой сибирской, сосной обыкновенной, видами дуба, ясеня, липы, на западе — бука и граба. Типичные подтаёжные леса растут на карбонатном субстрате, кроме сосны, растущей на песках. Первичные подтаёжные леса сильно изменены антропогенно.

### Западная Сибирь
По сравнению с восточноевропейской подтайгой, в западносибирской климат более континентален. Безморозный период укорочен, зима более суровая и длительная, теплообеспеченность понижена. Количество осадков сопоставимо с восточноевропейской подтайгой, но в Западной Сибири в подтайге таёжные процессы (оподзоливание, заболачивание) сочетаются с аридными (засоление). Почвы подзолистые или серые лесные. Типичные лесообразователи — берёза, осина, сосна. Лесные участки чередуются с суходольными лугами и болотами.

### Восточная Сибирь
Климат континентальный. Зима суровая, лето тёплое. Сумма активных температур колеблется от 1450 до 1700 °C. Среднегодовое количество осадков колеблется от 400 до 600 мм в год и зависит от степени континентальности. Почвы подзолистые или дерновые. В лесных участках повсеместно преобладает сосна, оптимальных по увлажнению условиях берёза и осина, в более засушливых или избыточно влажных — лиственница. В зависимости от влагообеспеченности, подтаёжные ландшафты могут сочетаться с луговыми, лесостепными и степными.

### Дальний Восток
Климат муссонный, умеренно континентальный в островной (юг Сахалина, Курилы, север Хоккайдо) зоне, континентальный в материковой. Лето влажное и прохладное, зима суровая и малоснежная. Безморозный период длится 150—180 дней. Количество осадков в островной зоне сопоставимо с подтайгой Северной Европы, в материковой — Западной Сибири. На островах подтайга сформирована хвойно-широколиственными лесами, сформированными рядом эндемичных видов, на материке наиболее типичны леса из лиственницы Гмелина и дуба монгольского, а также ели аянской и пихты белокорой. Развит болотообразовательный процесс.

## Спорные вопросы, связанные с подтайгой

### Другое значение термина
Подтайга — предгорная полоса тайги (например, в Саянах), самая южная полоса таёжной зоны, наиболее освоенная в хозяйственном отношении — вырубленная, раскорчёванная и заселённая (Приангарье, Присаянье).
Определение представляется не вполне пригодным как из-за отличий подтайги от тайги (см. выше), так и из-за акцента на её антропогенную изменённость вместо природных особенностей.

### Правомерность рассмотрения подтайги наравне с другими природными зонами
Правомерность выделения подтайги в качестве отдельной природной зоны является дискуссионной. Многие исследователи рассматривают её в качестве единицы более низкого порядка (подзоны). В то же время, подтайга характеризуется рядом особенностей, позволяющих рассматривать её как полноправную зону.